# Jadwiga Jasielska
Jadwiga Magdalena Jasielska-Drabik (ur. 22 lipca 1919 w Lublinie, zm. 1 stycznia 1998 w Poznaniu) – polska lekarka, doktor medycyny, więźniarka niemieckich obozów koncentracyjnych, działaczka Związku Walki Zbrojnej.
Była najstarszą córką Roberta Tadeusza Jasielskiego – dyrektora Oddziału Banku Handlowego w Poznaniu, oficera austriackiego i polskiego, uczestnika I wojny światowej oraz wojny 1920 roku (zweryfikowany jako kapitan piechoty) oraz Marii Teresy z domu Wilczyńskiej – nauczycielki. Była siostrą Marii Anny Jasielskiej-Rudnickiej – doktor medycyny. Miała dwie córki, bliźniaczki, Barbarę i Zofię.
Mąż Jan Drabik, syn Władysława – nauczyciela w Stanisławowie zamordowanego przez hitlerowców w Czarnym Lesie pod Pawełczem, był absolwentem Politechniki Lwowskiej. W czerwcu 1956 roku został Dyrektorem Technicznym w Zakładach Cegielskiego w Poznaniu.
Jadwiga Magdalena Jasielska ukończyła Państwową Średnią Szkołę Żeńską im. Dąbrówki w Poznaniu i rozpoczęła studia na Wydziale Lekarskim Uniwersytetu Poznańskiego. Po śmierci ojca w 1934 matka z córkami przeniosła się na Kresy Wschodnie, do Stanisławowa, skąd pochodziła. Jadwiga przeniosła się na Uniwersytet Lwowski. Wybuch II wojny światowej przerwał studia. Jadwiga działała w Związku Walki Zbrojnej. Aresztowana przez gestapo w Stanisławowie przebywała w więzieniach na Bnińskiego i we Lwowie na Łąckich, a następnie trafiła do niemieckiego obozu koncentracyjnego Auschwitz i zarejestrowana pod nr 64159, a potem do Bergen-Belsen.
Po wyzwoleniu powróciła do Polski i podjęła studia medyczne, które ukończyła w 1947 roku (dyplom L. 307). Obroniła doktorat. W 1951 roku wyszła za mąż.
Wybór wierszy obozowych Jadwigi umieścił Konrad Strzelewicz w zbiorze: „Polskie wiersze obozowe i więzienne 1939–1945 w Archiwum Aleksandra Kulisiewicza”, wydanym przez Krajową Agencję Wydawniczą w Krakowie. Zachowały się listy pisane z Auschwitz.